# Adolf Hoffmann
Pour les articles homonymes, voir Hoffmann.
Adolf Hoffmann, né le 23 mars 1858 à Berlin et mort le 1er décembre 1930 à Berlin, était un socialiste allemand.

## Biographie
Enfant naturel dont la mère mourut bientôt, Hoffmann fut élevé par ses grands-parents avant d'être placé dans un orphelinat puis dans une famille d'accueil chez un artisan. Il reçut une formation de graveur et de doreur. Il adhéra en 1876 au SAPD duquel naquit le SPD en 1890. Dans les années 1880, il devint fonctionnaire du parti à Berlin. De 1890 à 1893, il fut rédacteur pour les journaux social-démocrates de Halle et Zeitz. Il fut aussi éditeur et libraire à Berlin. Hoffmann fut chargé de la propagande social-démocrate contre l'Église. Auteur d'un texte intitulé Les Dix Commandements et la classe possédante (Die zehn Gebote und die besitzende Klasse) en 1891, il fut surnommé Zehn-Gebote-Hoffmann. Membre du conseil municipal de Berlin à partir de 1900, il fut député au Reichstag de 1904 à 1906. En 1908, il fut l'un des huit social-démocrates élus pour la première fois au Landtag de Prusse, malgré le système de vote censitaire des trois classes. Il s'y distingua par ses discours vifs et ses bons mots.
En 1915, Adolf Hoffmann représenta avec Georg Ledebour les socialistes pacifistes allemands à la conférence de Zimmerwald. En 1916/1917, Hoffmann fut par intermittence à la tête de l'organisation du parti à Berlin. Il appartenait à l'aile gauche et participa à la fondation de l'USPD en 1917. Lors de la révolution de novembre 1918, il devint ministre prussien des Sciences, de l'art et de l'éducation populaire pour quelques mois, le temps d'abolir en Prusse l'inspection scolaire par les Églises (geistige Schulaufsicht) et d'œuvrer à la séparation de l'Église, de l'école et de l'État. Les propos fortement anticléricaux qu'il tint dans ses fonctions contribuèrent à mobiliser l'électorat catholique, qui craignait un nouveau Kulturkampf, en faveur du Zentrum lors des élections à l'Assemblée constituante de Weimar.
Hoffmann, qui appartenait à l'aile gauche de l'USPD fut à nouveau élu au Reichstag sous cette étiquette en 1920. Après la scission de l'USPD sur la question de l'unification avec le Parti communiste, il assura la présidence du parti avec Ernst Däumig (de) puis rejoignit le comité central du KPD unifié. Il démissionna rapidement, en 1921, pour suivre le courant de Paul Levi et Ernst Däumig, le Kommunistischer Arbeitsgemeinschaft (KAG), rejoindre avec eux l'USPD en 1922 et finalement le SPD, avec la majorité du parti, à la fin de la même année.
Adolf Hoffmann écrivit des poésies sous le pseudonyme de J. F. A. Volkmann.